# 3775 Елленбет
3775 Елленбет (3775 Ellenbeth) — астероїд головного поясу, відкритий 6 жовтня 1931 року.
Тіссеранів параметр щодо Юпітера — 3,277.